# بایموو (شهرستان استرلیباشفسکی، باشقیرستان)
بایموو (انگلیسی: Baimovo, Sterlibashevsky District, Republic of Bashkortostan) یک شهرک در شهرستان استرلیباشفسکی استان باشقیرستان کشور روسیه است.